# A bűn városa
A Sin City az Odaát című televíziós sorozat harmadik évadjának negyedik epizódja.

## Cselekmény
A fivérek és Bobby elhatározzák, új töltényeket készítenek a Colthoz, ám ez sok időbe telik. Sam közben megkéri bátyját, látogassanak el egy ohioi kisvárosba, ahol nem sok időn belül két ember is öngyilkos lett.
A fiúk így a városba utaznak, Bobbyt pedig meglátogatja a rejtélyes démonlány, és felajánlja, hogy segít új lövedékeket készíteni a Colthoz. Deanék ezalatt beszélnek egy tiszteletessel, aki elmondja nekik, hogy 2 hónapja egy Trotter nevű gazdag fickó jött a városba, aki itt prostituáltakkal teli szórakozóhelyeket nyitott, a két később öngyilkos férfi pedig ekkor kezdett teljesen megváltozni.
Dean és Sam arra gyanakodnak, hogy démonok állhatnak a háttérben, hiszen 2 hónapja nyílott fel az Ördög kapuja, melyből aztán több száz démon szabadult ki, így a városban maradnak. Éjszaka a fiúk beülnek egy szórakozóhelyre, ahol Deannek sikerül megfékeznie egy öngyilkosságra készülő férfit, aki azonban az egyik pultost lelövi.
Winchesterék később ugyanitt összefutnak a tiszteletes Gil atyával, és egy vadász cimborájukkal, Richie-vel is, aki prostikat keres magának, ezúttal egy Casey nevű pultoslánnyal indul el szórakozni, majd eltűnik.
Mialatt Sam szentelt vízzel biztosa veszi, hogy Trottert nem szállta meg semmi, Deant is elcsábítja Casey, és a lány lakására mennek, hogy a pincébe múlassák az időt. Dean ekkor felfedi, hogy Richie telefonjának jeladóját követte egészen eddig a pincéig, ahol rátalált a srác holttestére, kitekert nyakkal. Casey ekkor elfeketedett szemmel a fiúra támad, ám a Dean által korábban felrajzolt Salamon-kör csapdába ejti.
A csapdába esett lány erejével azonban még be tudja omlasztani a pince feljáratát, így elvágja azt a külvilágtól. Dean és a megszállt Casey magányukban elbeszélgetnek Istenről, a Pokolról és Luciferről, ez idő alatt pedig Sam a szórakozóhelyen rátalál Gil atyára, akit megkér, segítsen megtalálni eltűnt bátyját.
A tiszteletes a beomlott pincéjű házhoz viszi Samet, ott azonban felfedi előtte, hogy ő is démon, majd a fiúra támad. Ekkor váratlanul feltűnik Ruby és Bobby, akik elől az atya a pincébe menekül, majd kiszabadítja a csapdából szerelmét, Caseyt. Mikor a tiszteletest megszálló démon Casey tiltakozására végezni akar Deannel, megjelenik Sam a Bobby által hozott Colttal, és az újjákovácsolt töltényekkel végez mindkét démonnal.
A történtek után Dean elmondja Bobbynak, hogy Azazel a halála előtt azt mondta neki, hogy Sam nem 100% önmaga, miután visszahozta őt az élők közé, ám a férfi megnyugtatja, hogy a démon minden bizonnyal hazudott.

## Természetfeletti lények

### Démonok
A démonokat a folklórban, mitológiában és a vallásban egyaránt olyan természetfeletti lényként, gonosz szellemként írják le, melyeket meg lehet idézni, és irányítani is lehet. Közeledtüket általában elektromos zavarok jelzik, maguk mögött pedig ként hagynak.

## Időpontok és helyszínek
- 2007. nyara (2 hónappal az Ördög kapujánál történtek után) – Elizabethville, Ohio

## Zenék
- Creedence Clearwater Revival – Run Through the Jungle
- Brimstone Howl – Bad Seed
- Sasquatch – Nikki
- Mother Superior – Did You See It